# ラミ・マレック
ラミ・サイード・マレック（Rami Malek, 本名: Rami Said Malek, アラビア語: رامي سعيد مالك, 1981年5月12日 - ）は、カリフォルニア州ロサンゼルス出身のエジプト系米人の俳優。両親はエジプト出身。

## 人物
エジプト系で双子の兄弟がいる。自身と両親はコプト教徒である。地元カルフォルニアのノータルダム高校では女優レイチェル・ビルソンと同級生、一学年下のキルスティン・ダンストとは同じミュージカル・シアター・クラスを専攻していた。インディアナ州のエバンズビル大学で学ぶ。また、ラミ・マレックにはコロンビア人の叔母が2人おり、ラテン系住民が多いロサンゼルス南部で育ったため、ラテン文化の影響を多く受けて育ったと言う。

### 恋愛
2023年、エマ・コリンとの熱愛報道が新聞「デイリー・メール」にて出された。

## 経歴
2005年〜2007年まで放送されたFOXのコメディ・ドラマ『家族戦争』における、主人公家族の隣に住むゲイの少年ケニー役で一躍人気をつかむ。
2006年、2009年、2014年公開の映画『ナイト ミュージアム』シリーズで「展示物」である若きエジプト国王アクメンラー役を演じる。以降、その独特な風貌を生かしたオリエンタルな役を多く務める。
2010年、『24 -TWENTY FOUR-』第8シーズンに、エジプト系の自爆テロ犯マルコス・アル＝ザカール役で出演。
2010年にアメリカ・日本で放送されたテレビドラマの『ザ・パシフィック』ではニューオーリンズ出身の、メリエル・シェルトン伍長を演じた。この役は登場時「嫌な奴」というネガティブイメージの役だったが、ジョゼフ・マゼロ演じる主人公のユージン・スレッジと戦場でお互い次第に理解し合えるようになり、「飼い犬が死んだ」と気落ちしたスレッジを「気の毒に」「犬の1年は、人間で言うと7年らしいから・・・」と気遣うといった、「不器用ながらも非常に人間くさく、友情には義理深い」という役を演じた。
2011年公開、トム・ハンクス主演の映画『幸せの教室』に出演。
2012年公開の映画『トワイライト・サーガ/ブレイキング・ドーン Part2』で、エジプト族のヴァンパイア、ベンヤミン役で出演。『家族戦争』で恋人同士を演じたジャクソン・ラスボーンと、久々の共演となる。
2015年スタートのドラマ『MR. ROBOT/ミスター・ロボット』で主人公エリオット・オルダーソンを演じ、ゴールデングローブ賞2年連続ノミネート、第68回エミー賞主演男優賞（ドラマシリーズ部門）を受賞。
2018年公開の伝説のロックバンドクイーンを描いた伝記映画『ボヘミアン・ラプソディ』ではボーカルのフレディ・マーキュリー役で主演。振付師ではなく、モーショントレーナーに師事、フレディを見事に演じた。クイーンのメンバーで、ベーシストのジョン・ディーコンを演じたジョゼフ・マゼロとは、2010年のテレビドラマ『ザ・パシフィック』以来の共演となった。2019年2月24日、第91回アカデミー賞で主演男優賞を受賞し、アラブ系の俳優としては初となるオスカー俳優となった。
2021年10月公開の『007/ノー・タイム・トゥ・ダイ』で本作の悪役サフィンを演じる。アラブ系でアカデミーとゴールデングローブの両方を受賞した俳優をキャスティングしたのは本作が初めての作品となった。
2023年、マット・リーヴス監督が開発を手がけるバスター・キートンの伝記リミテッド・シリーズにキートン役として主演を務めることが発表された。

## 出演作品
※太字表記は主演。

### 映画
| 年   | 題名                                                                                      | 役名                       | 備考                             | 吹替           |
| ---- | ----------------------------------------------------------------------------------------- | -------------------------- | -------------------------------- | -------------- |
| 2007 | ナイト ミュージアム Night at the Museum                                                   | アクメンラー               |                                  | 小森創介       |
| 2009 | ナイト ミュージアム2 Night at the Museum: Battle of the Smithsonian                       | アクメンラー               |                                  | 小森創介       |
| 2012 | バトルシップ Battleship                                                                   | 当直士官                   |                                  |                |
| 2012 | 幸せの教室 Larry Crowne                                                                   | スティーヴ・ディビアシ     | 粟野志門                         |                |
| 2012 | トワイライト・サーガ/ブレイキング・ドーン Part2 The Twilight Saga: Breaking Dawn – Part 2 | ベンジャミン               | 西健亮                           |                |
| 2013 | ザ・マスター The Master                                                                   | クラーク                   | 中村和正                         |                |
| 2014 | セインツ -約束の果て- Ain't Them Bodies Saints                                            | ウィル                     |                                  |                |
| 2014 | ニード・フォー・スピード Need for Speed                                                   | フィン                     | 小松史法                         |                |
| 2014 | オールド・ボーイ Old Boy                                                                  | ブローニング               |                                  |                |
| 2014 | ショート・ターム Short Term 12                                                            | ネイト                     | （吹替版なし）                   |                |
| 2014 | ダ・スウィート・ブラッド・オブ・ジーザス Da Sweet Blood of Jesus                          | Seneschal Higginbottom     |                                  |                |
| 2015 | ナイト ミュージアム/エジプト王の秘密 Night at the Museum: Secret of the tomb              | アクメンラー               | 小森創介                         |                |
| 2016 | バスターの壊れた心 Buster's Mal Heart                                                     | ジョナ / バスター          | （吹替版なし）                   |                |
| 2016 | Project X                                                                                 | Co-Narrator                | 声の出演 短編映画 日本劇場未公開 | N/A            |
| 2018 | ボヘミアン・ラプソディ Bohemian Rhapsody                                                  | フレディ・マーキュリー     |                                  | 櫻井トオル     |
| 2018 | ボヘミアン・ラプソディ ライヴ・エイド完全版 Bohemian Rhapsody                             | フレディ・マーキュリー     |                                  | 櫻井トオル     |
| 2019 | パピヨン Papillon                                                                         | ルイ・ドガ                 | 三上哲                           |                |
| 2019 | The Ben Cobb Show                                                                         | Harry Bardo                | 短編映画 日本劇場未公開          | N/A            |
| 2020 | ドクター・ドリトル Dolittle                                                               | チーチー                   | 声の出演                         | 小野大輔       |
| 2021 | リトル・シングス The Little Things                                                        | ジム・バクスター刑事       | 日本劇場未公開                   | 櫻井トオル     |
| 2021 | 007/ノー・タイム・トゥ・ダイ No Time to Die                                               | リューツィファー・サフィン |                                  | 中井和哉       |
| 2022 | サウンド・オブ・007 The Sound of 007                                                      | 本人                       | ドキュメンタリー映画             | （吹替版なし） |
| 2022 | アムステルダム Amsterdam                                                                  | トム・ヴォーズ             |                                  | 三上哲         |
| 2024 | オッペンハイマー Oppenheimer                                                              | デヴィッド・L・ヒル        | 中井和哉                         |                |
| 2025 | アマチュア The Amateur                                                                    | チャールズ・ヘラー         | 中井和哉                         |                |
| TBA  | Nuremberg'                                                                                | ダグラス・ケリー           | 撮影中                           |                |

### テレビシリーズ
| 年        | 題名                                       | 役名                             | 備考                                | 吹替     |
| --------- | ------------------------------------------ | -------------------------------- | ----------------------------------- | -------- |
| 2003-2004 | ギルモア・ガールズ Gilmore Girls           | アンディ                         | シーズン4第11話「鳴り響く鐘の音に」 |          |
| 2005-2006 | ミディアム 霊能者アリソン・デュボア Medium | ティモシー・カーチャー           | シーズン2第3話「もう1人の私」       | 小森創介 |
| 2005-2007 | 家族戦争 The War at Home                   | ケニー                           | 計21話出演                          |          |
| 2010      | 24 -TWENTY FOUR- 24                        | マルコス・アルザカール           | シーズン8、計3話出演                | 入野自由 |
| 2010      | ザ・パシフィック The Pacific               | リエル・“スナフ”・シェルトン伍長 | 計6話出演                           | 竹田雅則 |
| 2012      | ALCATRAZ/アルカトラズ Alcatraz             | ウェブ・ポーター                 | 第11話「バイオリン弾き ポーター」   | 花輪英司 |
| 2014      | BELIEVE/ビリーブ Believe                   | アダム・テリー                   | 第1話「超能力をもつ少女」           |          |
| 2015-2019 | MR. ROBOT/ミスター・ロボット Mr. Robot     | エリオット・オルダーソン         | 計45話出演 製作（シーズン3,4）      | 内山昂輝 |
| 2017-2018 | ボージャック・ホースマン BoJack Horseman   | Flip McVicker                    | 計10話声の出演                      |          |
| TBA       | Buster Keaton's Biopic                     | バスター・キートン               |                                     |          |

### ゲーム
| 発売年 | 題名                              | 役名                   | 備考                          | 吹替     |
| ------ | --------------------------------- | ---------------------- | ----------------------------- | -------- |
| 2015年 | UNTIL DAWN-惨劇の山荘- Until Dawn | ジョッシュ・ワシントン | 声の出演 モーションキャプチャ | 阪口周平 |

## 受賞とノミネート

### 映画
| 年   | 候補                                                                                          | 賞名                                     | 部門                         | 結果       |
| ---- | --------------------------------------------------------------------------------------------- | ---------------------------------------- | ---------------------------- | ---------- |
| 2012 | 『トワイライト・サーガ/ブレイキング・ドーン Part2』 The Twilight Saga: Breaking Dawn – Part 2 | ゴールデンラズベリー賞                   | 最低スクリーンアンサンブル賞 | 受賞       |
| 2018 | 『ボヘミアン・ラプソディ』 Bohemian Rhapsody                                                  | アカデミー賞                             | 主演男優賞                   | 受賞       |
| 2018 | 『ボヘミアン・ラプソディ』 Bohemian Rhapsody                                                  | ゴールデングローブ賞                     | 男優賞（ドラマ部門）         | 受賞       |
| 2018 | 『ボヘミアン・ラプソディ』 Bohemian Rhapsody                                                  | 英国アカデミー賞                         | 主演男優賞                   | 受賞       |
| 2018 | 『ボヘミアン・ラプソディ』 Bohemian Rhapsody                                                  | オーストラリア映画テレビ芸術アカデミー賞 | 主演男優賞                   | 受賞       |
| 2018 | 『ボヘミアン・ラプソディ』 Bohemian Rhapsody                                                  | 放送映画批評家協会賞                     | 主演男優賞                   | ノミネート |
| 2018 | 『ボヘミアン・ラプソディ』 Bohemian Rhapsody                                                  | MTVムービー・アワード                    | 俳優賞（映画部門）           | ノミネート |
| 2024 | 『オッペンハイマー』 Oppenheimer                                                              | 全米映画俳優組合賞                       | キャスト賞                   | 受賞       |

### テレビシリーズ
| 年   | 候補                                       | 賞名                     | 部門                      | 結果       |
| ---- | ------------------------------------------ | ------------------------ | ------------------------- | ---------- |
| 2016 | 『MR. ROBOT/ミスター・ロボット』 Mr. Robot | ゴールデングローブ賞     | 主演男優賞（ドラマ部門）  | ノミネート |
| 2017 | 『MR. ROBOT/ミスター・ロボット』 Mr. Robot | ゴールデングローブ賞     | 主演男優賞（ドラマ部門）  | ノミネート |
| 2018 | 『MR. ROBOT/ミスター・ロボット』 Mr. Robot | プライムタイム・エミー賞 | ドラマシリーズ 主演男優賞 | 受賞       |